# Planeta 51
Planeta 51 – hiszpańsko-brytyjsko-amerykański film twórców Shreka. Premierę miał w 2009.

## Fabuła
Typowi mieszkańcy planety 51 mają dwoje czułków, osiem palców i panicznie boją się inwazji obcych cywilizacji.
16-letni Lem jest wzorowym uczniem i wiedzie beztroskie życie marząc o kosmosie oraz o swojej uroczej zielonoskórej sąsiadce Neerze. Pewnego dnia, w samym środku rodzinnego grilla, na podwórku Neery ląduje niezidentyfikowany obiekt latający opatrzony śmiesznie brzmiącym napisem „NASA”. Gdy sterujący nim kapitan Chuck Baker opuszcza swój statek, aby triumfalnie wbić w nieodkrytą dotąd ziemię amerykańską flagę, zauważa kilkoro wgapionych w siebie otwartych ze zdziwienia oczu. Spanikowany bierze nogi za pas i znajduje schronienie w planetarium, w którym pracuje Lem. Kapitan opowiada niedowierzającemu Lemowi o sobie,wszechświecie i o misji na którą go wysłano. Prosi Lema o pomoc dostania się na statek, który został ogrodzony i chroniony przez żołnierzy generała Grawla. Generał uważa, że kapitan jest Zombie i nakazuje profesorowi Kipple by wyciął mu mózg. Lem staje w jego obronie, mówiąc że obcy nie jest groźny i zostaje przez miasto uznany zombim. Baker nie chce by mu stało się coś złego, więc mówi do Lema by go zostawił i chronił siebie. Chuck zostaje schwytany i zabrany do Bazy 9, o którym wie sam generał i jego żołnierze. Przyjaciele Lema wraz z nim, próbując odnaleźć za pomocą psa-sondy kapitana odnajdują także Bazę 9.

## Obsada
- Jessica Biel – Neera
- Dwayne Johnson – Kapitan Charles „Chuck” Baker
- Justin Long – Lem
- Seann William Scott – Skiff
- Gary Oldman – Generał Grawl
- John Cleese – Profesor Kripple

## Wersja polska
Opracowanie wersji polskiej: Start International Polska

Reżyseria: Elżbieta Kopocińska–Bednarek

Tekst polski: Bartosz Wierzbięta

Dźwięk i montaż: Michał Skarżyński

Kierownictwo produkcji: Dorota Nyczek

Wystąpili:
- Maciej Stuhr – Lem
- Piotr Adamczyk – Chuck
- Magdalena Różczka – Neera
- Jarosław Boberek – Skiff
- Adam Ferency – Generał Grawl
- Aleksander Mikołajczak – Profesor Kipple
- Muniek Staszczyk – Glar
- Maciej Dybowski – Eckle
- Tomasz Bednarek – Reporter

oraz
- Joanna Jabłczyńska
- Ilona Felicjańska
- Lesław Żurek
- Jacek Czyż
- Jacek Kopczyński
- Grzegorz Pawlak
- Mariusz Siudziński
- Anna Apostolakis
- Monika Pikuła
- Dariusz Błażejewski
- Małgorzata Dzięciołowska
- Mikołaj Klimek
- Agnieszka Kunikowska
- Zbigniew Konopka
- Joanna Pach
- Andrzej Chudy
- Ilona Kucińska
- Cezary Kwieciński
- Miłogost Reczek
- Grzegorz Drojewski
- Tomasz Steciuk
- Jacek Mikołajczak
- Andrzej Gawroński
- Paweł Szczesny
- Julia Kołakowska-Bytner
- Krzysztof Szczerbiński
- Janusz Wituch
- Robert Tondera
- Krzysztof Zakrzewski